# Thaumalea chandlerorum
Thaumalea chandlerorum är en tvåvingeart som beskrevs av Arnaud och Boussy 1994. Thaumalea chandlerorum ingår i släktet Thaumalea och familjen mätarmyggor.
Artens utbredningsområde är Kalifornien. Inga underarter finns listade i Catalogue of Life.